# KkStB 106 sorozat
A Császári és Királyi Osztrák Államvasutak (kkStB) 106 sorozata a 6 sorozatú mozdonyok kisebb módosításával készült gyorsvonati gőzmozdonytípus volt, melyből a Déli Vasút is több példányt állított forgalomba. Ez utóbbi társaság mozdonyainak egyes példányai a Duna–Száva–Adria Vasútnál (DSA) is tovább szolgáltak és e vasút állami kezelésbe vételével a mozdonyok a MÁV-hoz kerültek, ahol a 224 sorozatjelet kapták.

## Kifejlesztése
A kkStB üzemében a 6 sorozatú mozdonyok remekül beváltak, melyek beszerzést 1898-tól kisebb módosításokkal folytatták. A korszerűbb acélöntési eljárásnak köszönhetően a főkeret tömege csökkent, így a kazán méreteit kis mértékben megnövelhették. A módosított kivitel a 106 sorozatjelet kapta.

## Szerkezete
A 106 sorozatú mozdonyok szerkezete tehát kisebb módosításoktól eltekintve azonos az utolsó szállítási sorozathoz tartozó 6 sorozatú mozdonyokéval, így itt csak az eltérések szerepelnek:

### Kazán
A mozdonyok hosszkazánjának méretei változatlanok maradtak, a tűzszekrény és a rostély felületét kismértékben megnövelték. A rugómérleges biztonsági szelepek helyett 2 db Coale-rendszerű közvetlen rugóterhelésű biztonsági szelepet alkalmaztak, melyeket nem az összekötő csövön, hanem a hátsó gőzdóm hátulsó oldalán helyeztek el.

### Keret és futómű
A nagy átmérőjű kisnyomású henger elhelyezése érdekében a bal oldali hossztartó behúzása helyett a hengernél a hossztartón megfelelő méretű kivágást alkalmaztak. A homoktartályokat egyesítették a kerekek burkolati lemezeivel.

## A sorozatgyártás
A 106 sorozatból a kkStB összesen 99 db-ot állított forgalomba. A mozdonyok szállítása az alábbiak szerint történt:
- 10601–10612: Lokomotivfabrik der StEG, 1898.,
- 10613–10620: Floridsdorfi Mozdonygyár, 1898.,
- 10621–10637: Bécsújhelyi Mozdonygyár, 1899.,
- 10638–10644: Lokomotivfabrik der StEG, 1899.,
- 10645–10652: Floridsdorfi Mozdonygyár, 1899–1900,
- 10653–10667: Bécsújhelyi Mozdonygyár, 1900.,
- 10668–10675: Floridsdorfi Mozdonygyár, 1900–1901,
- 10676–10699: Bécsújhelyi Mozdonygyár, 1901–1902.

A mozdonyok a Monarchiában ekkor kötelező módon hadijelet is kaptak, mely a 6 sorozatéval megegyezően  {\displaystyle {\tfrac {\mathrm {II\ 275} }{\mathrm {B} _{3}}}}  volt.

A járművek számozása 1905-től, a kkStB módosított jelölési rendszere szerint kismértékben megváltozott: ennél a sorozatnál az egyedüli változást az jelentette, hogy a sorozatjel és pályaszám közé pont került.

## Üzemük az első világháború végéig
A mozdonyok 6 sorozattal azonos vonalakon és vonatokkal közlekedtek. A korszerűbb mozdonyok forgalom állításával a 106 sorozatú mozdonyok is rövidesen kiszorultak e vonalakról és Szilézia, valamint Kelet-Galícia síkvidéki vonalaira irányították őket, ahol a kisebb forgalmú vonalak gyors- és személyvonatait továbbították.
Az utolsó békeévben az alábbi fűtőházaknál szolgáltak:
- Wien II,
- Linz,
- Innsbruck,
- Landeck,
- Feldkirch,
- Prága-Nusle,
- Pilsen,
- Budweis II,
- Tábor,
- Mährisch Schönberg (ma: Šumperk),
- Jägerndorf (ma: Krnov),
- Prága StEG,
- Pilsen,
- Lemberg (ma: Lviv),
- Przemyśl,
- Stanislau (ma: Ivano-Frankivszk),
- Stryj (ma: Стрий).

## Az első világháború után
Az első világháború alatt két mozdony orosz hadizsákmány lett. A megmaradt mozdonyok közül a háborút követően a kkStB mozdonyállagának felosztása után a 106-osok közül
- 42 db a BBÖ-höz,
- 45 db a ČSD-hez,
- 8 db a PKP-hez,
- 1 db az SHS-hez,
- 1 db az FS-hez került.

### Ausztria
A BBÖ a mozdonyokat változatlan sorozatjellel és pályaszámmal sorozta be állagába. Kis teljesítményük miatt viszonylag kevés „testhez álló” feladat várt rájuk, egyszerű szerkezetük miatt azonban egy részük az 1930-as évek végéig könnyű személyvonatokat továbbított a Bécs környéki elővárosi vonalakon, Stájerországban és Vorarlbergben. Nagy kerékátmérőjük és kompaund gépezetük miatti hosszú kipufogási periódusukból adódóan e gyakori indításokat igénylő vonatokkal csak nehezen tudtak megbirkózni. Az Anschlusst követően 17 mozdonyt vett át a DRB és a 13 101–117 pályaszámokkal látta el őket, de már rövidesen csak fűtő- és mosóberendezésként üzemeltek.

### Csehszlovákia
A ČSD az első években a korábbi sorozat- és pályaszámokon üzemeltette a járműveket. A kkStB és a MÁV járműparkjának végleges felosztása után, 1925-ben bevezetett jelölési rendszerébe 43 db mozdonyt vett fel 264.101–43 pályaszámokkal. A szerkocsik az 517.0 és 516.0 sorozatjelet kapták. Az utolsó példányokat 1948-ban törölték az állagból.

### Lengyelország
A PKP-nál a Pd 13-1–8 pályaszámot kapott mozdonyokat három példány kivételével 1938-ig leselejtezték. A megmaradtak a DRB-hez kerültek, ahol már állagból törölt BBÖ-eredetű gépek pályaszámait (13 101{\displaystyle {}^{II}}–103{\displaystyle {}^{II}}) kapták. A háború után visszakerültek a PKP-hez, ahol egyiküket a pályaszám-tömörítés érdekében Pd 13-1{\displaystyle {}^{II}}, míg a másik kettőt hibásan Pd 4-12–13 pályaszámokkal látták el. Az utolsó példányt 1951-ben törölték az állagból.

### Jugoszlávia
Az egyetlen kkStB-eredetű mozdonyt a Szerb–Horvát–Szlovén Királyság vasútja, az SHS változatlan sorozat- és pályaszámon üzemeltette tovább a mozdonyokat. Utódja, a JDŽ 1933-ban a 104-001 sorozat- és pályaszámot adta nekik, azonban a mozdonyt még a háború kitörése előtt selejtezték.

### Olaszország
Az egyetlen mozdony az 554.001 pályaszámot kapta, de már 1923-ban törölték az állagból.

## A Déli Vasútnál
A Déli Vasút (SB/DV) ebben az időszakban Karl Gölsdorf apjának, Louis Adolf Gölsdorfnak a műszaki irányítása alatt állt, így – ismerve a mozdonytípus kiváló jellemzőit – szinte természetes volt, hogy az SB/DV is rendszeresíti a 106 sorozatot. Az SB/DV csak néhány változtatást igényelt, így például:
- a közvetlen rugóterhelésű biztonsági szelepek helyett – ugyancsak a hátsó gőzdómra – közvetett rugóterhelésű szelepeket szereltek,
- a légűrfék mellé a vonatok fékezéséhez Westinghouse rendszerű légsűrítőt és fékezőszelepet szereltek fel rájuk,
- a fényszórókat a Déli Vasútnál szokásos módon nem a mellgerendára, hanem a füstszekrény két oldalára, a futóhíd elejére szerelték fel.

A Déli Vasút összesen 27 db 106-ost szerzett be, ezek közül:
- 22 db-ot ausztriai vonalaira:
101–113 pályaszámmal 1898–1900 között az ÁVT Gépgyárától,
114–116 pályaszámmal 1900-ban között a Floridsdorfi Mozdonygyártól,
117–122 pályaszámmal 1902-ben az ÁVT Gépgyárától,
- 5 db-ot magyarországi vonalaira 125–129 pályaszámmal 1902–1903 között a Magyar Királyi Állami Vasgyáraktól, mely a mozdonyokat az 58. szerkezetszámon készítette el. A korai példányokat az 56 sorozatú, utolsó három mozdonyt pedig a kkStB 156 sorozatához nagyon hasonló, de 17 m³-esre bővített víztartályú és 7,6 tonnás szénférőjű szerkocsikal szállították, melyek a Déli Vasútnál az 56a sorozatjelet kapták. (Az első két mozdonyhoz tartozó szerkocsi Budapesten az S 19{\displaystyle {}^{1}}, utolsó három az S 19{\displaystyle {}^{2}} szerkezetszámon készült.)

Az előbbi mozdonyokat Lienz (4 db) és Marburg a. d. Drau (18 db), utóbbiakat Nagykanizsa fűtőházhoz osztották be.

### Sorsuk az első világháború után
Az első világháború után 1923-ban a Római Egyezmény osztotta fel a Déli Vasút járműállományát az utódállamok között. A 106 sorozatú mozdonyokból
- az SHS 18 db,
- a DSA 9 db mozdonyt kapott.

#### Jugoszlávia
A Szerb–Horvát–Szlovén Királyság vasútja, az SHS változatlan sorozat- és pályaszámokon üzemeltette tovább a mozdonyokat. Utódja, a JDŽ 104-002–019 pályaszámokat jelölte ki számukra, azonban 1933-ban ténylegesen csak 15 mozdony kapott új (104-003–012 és 104-014–018) sorozat- és pályaszámot. E mozdonyokat is mind törölték az állagból még a második világháború kitörése előtt.

#### Magyarország
A mozdonyokat változatlan pályaszámmal átvette a Déli Vasút magyarországi jogutódja, a Duna–Száva–Adria Vasút (DSA). A Balaton déli partja mentén húzódó vonal növekvő forgalma miatt továbbra is Nagykanizsa honállomású mozdonyokat a Nagykanizsa–Szombathely–Sopron–Bécsújhely vonalon üzemeltette.
A DSA 1932-es állami kezelésbe vételével, a MÁV módosított harmadik vontatójármű-számozási rendszerében a mozdonyok rendre a 224,301–309 pályaszámot kapták. A pályaszámtáblákon a „MÁV (Sud)” tulajdonjelzés szerepelt. Az 56 sorozatú szerkocsik típusjele C, az 56a sorozaté D lett. A mozdonyok légűrfékjét Westinghouse-rendszerű légnyomásos fékre cserélték. 
Az első bécsi döntés nyomán 6 db 224 sorozatú mozdonyt Érsekújvárra állomásítottak, a többi mozdony honállomása 1940-ben Szombathely volt.
A második világháború után három mozdony Csehszlovákiába került, ahonnan már nem tértek vissza. Egy további mozdony Ausztriába került, ahonnan 1948-ban hazatért. Az elavult mozdonyok selejtezésére 1951–1952-ben került sor.